# Richard Taylor (filmowiec)
Richard Taylor – nowozelandzki filmowiec urodzony w Wellington, dyrektor firmy Weta Workshop, zajmującej się dodawaniem efektów specjalnych do filmów. Przyjaciel Petera Jacksona.

## Oscary
Jest laureatem pięciu Oscarów:
- Najlepsza charakteryzacja, Władca Pierścieni: Drużyna Pierścienia (2001)
- Najlepsze efekty wizualne, Władca Pierścieni: Drużyna Pierścienia (2001)
- Najlepsza charakteryzacja, Władca Pierścieni: Powrót króla (2003)
- Najlepsze kostiumy, Władca Pierścieni: Powrót króla
- Najlepsze efekty wizualne, King Kong (2005)